# Ljubomir Davidović
Ljubomir Davidović (srbsko Љубомир Давидовић), srbski politik, * 24. december,   1863, Beograd,  † 19. februar,  1940,Beograd.
Diplomiral je na beograjski Filozofski fakulteti. Leta 1901 je bil na listi NRS izbran za narodnega poslanca, nato pa je bil eden od ustanoviteljev Samostojne radikalne stranke. Leta 1905 je postal predsednik srbske Narodne skupščine. Leta 1917 je sodeloval pri nastajanju Krfske deklaracije. Bil je eden od ustanoviteljev Demokratske stranke in njen predsednik od leta 1919 naprej. Od 1904 je bil večkrat minister v vladah tako Kraljevine Srbije kot tudi Kraljevine SHS. V letih 1919/20 je bil dvakrat predsednik vlade, in nato še enkrat 1924. 2. julija 1919, ko je bil  v vladi Stojana Protića prosvetni minister, so na seji vlade sprejeli njegov zakonski predlog, da se v Ljubljani ustanovi univerza. Leta 1924 je stopil v opozicijo. Bil je nasprotnik šestojanuarske diktature in eden od vodij Združene opozicije od 1935 naprej. Delal je za sporazum s Hrvati in sodeloval s Stjepanom Radićem, sporazuma Cvetković-Maček pa ni odobraval.